# آرثر تايلر
آرثر تايلر (بالإنجليزية: Arthur Tyler)‏ هو سياسي أسترالي، ولد في 26 ديسمبر 1883، وتوفي في 20 يوليو 1972. حزبياً، نشط في حزب العمال الأسترالي.